# Vlag van Rio de Janeiro (staat)

Vlag van Rio de Janeiro

De vlag van Rio de Janeiro bestaat uit vier even grote rechthoekige vakken in de kleuren wit (linksboven en rechtsonder) en lichtblauw (rechtsboven en linksonder). In het midden van de vlag staat het wapen van Rio de Janeiro.
De vlag werd bij wet in gebruik genomen op 5 oktober 1965 en is sindsdien het officiële symbool van Rio de Janeiro, een staat van Brazilië. De ontwerper van de vlag en het wapen is Alberto Rosa Fioravanti, die dat op verzoek van de toenmalige gouverneur Paulo Torres heeft gedaan.

## Voormalige vlag

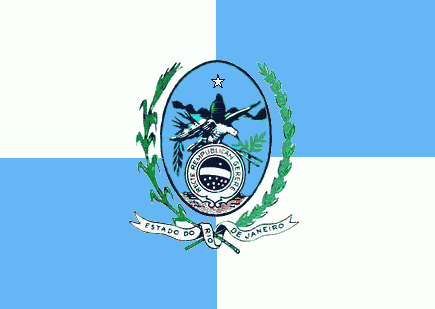
Vlag van Rio de Janeiro (1891-1937 en 1947-1965

Na de oprichting van de staat Rio de Janeiro in 1891 werd deze vlag in gebruik genomen. De vlag is op ca. 1947 in gebruik genomen.